# Петровский (Чертковский район)
Петро́вский — хутор в Чертковском районе Ростовской области.
Входит в состав Ольховчанского сельского поселения.

## Население
| 2010 |
| ---- |
| 429  |

## Улицы
- ул. Заречная,
- ул. Мира,
- ул. Пролетарская.